# Ханс Карл фон Винтерфелдт
Ханс Карл фон Винтерфелдт (на немски: Hans Karl von Winterfeldt; * 4 април 1707 във Ванзелов в Мекленбург-Предна Померания; † 8 септември 1757 в Гьорлиц) е значим пруски генерал-лейтенант при Фридрих Велики през Силезийските войни и Седемгодишната война.
Той е син на Георг Фридрих фон Винтерфелд (1670 – 1720) и съпругата му Кристина Елизабет фон Малтцан (1682 – 1747). Брат е на полковника на артилерията Рудолф Хайнрих фон Винтерфелдт (1720 – 1788).
Ханс Карл фон Винтерфелдт влиза 1723 г. в гарнизонския регимент Нр. 2 на чичо му полковник Каспар Дитлоф фон Винтерфелд († 1725) в пруската войска. През 1740 г. той е най-тесен довереник на Фридрих Велики, който го прави пруски пратеник в Санкт Петербург. При избухването на Силезийските войни той се връща обратно в Прусия и участва в битки, става 1741 г. полковник. Той не знае френски.
През 1745 г. той е генерал-адютант на краля, който го изпраща в Лондон. През 1756 г. той получава Ордена Черен орел от Фридрих II. Той също е рицар на Ордена Pour le Mérite. През 1756 г. Фридрих II го прави командант на крепостта Колберг и губернатор на града и го повишава на генерал-лейтенант. Той също е шеф на „пехотинския регимент Хаке“ и домхер на Хавелберг и Халберщат.
Винтерфелдт е тежко ранен в Битката при Прага (1757), застрелян с мускетен куршум. Ханс Карл фон Винтерфелдт умира от раните си на 8 септември 1757 г. в Гьорлиц и е погребан там. След 100 години той е преместен тържествено в „гробището на инвалидите“ в Берлин. Гробът му е запазен.

## Фамилия
Ханс Карл фон Винтерфелдт живее в Русия при руския фелдмаршал и премиер-министър граф Буркхард Кристоф фон Мюних (1683 – 1767), който е женен за негова леля. Там той се запознава с Юлиана Доротея фон Малцан (* 7 май 1710; † октомври 1763), доведената дъщеря на фелдмаршала и дворцова дама на царицата, която е против женитбата им. Те се женят 1732 г. Той има четири деца, два сина и две дъщери, които умират рано. Неговото наследство получава Мориц Адолф фон Винтерфелдт (1744 – 1819) от род Ниден.
- Релеф на Ханс Карл фон Винтерфелдт в „гробището на инвалидите“ в Берлин
- Гробният паметник на Винтерфелдт в „Инвалиденфридхоф“, Берлин